# Municipio de Sni-A-Bar (condado de Jackson)
El municipio de Sni-A-Bar (en inglés: Sni-A-Bar Township) es un municipio ubicado en el condado de Jackson en el estado estadounidense de Misuri. En el año 2010 tenía una población de 81927 habitantes y una densidad poblacional de 302,72 personas por km².

## Geografía
El municipio de Sni-A-Bar se encuentra ubicado en las coordenadas 39°1′58″N 94°13′5″O / 39.03278, -94.21806. Según la Oficina del Censo de los Estados Unidos, el municipio tiene una superficie total de 270.63 km², de la cual 266.2 km² corresponden a tierra firme y (1.64%) 4.43 km² es agua.

## Demografía
Según el censo de 2010, había 81927 personas residiendo en el municipio de Sni-A-Bar. La densidad de población era de 302,72 hab./km². De los 81927 habitantes, el municipio de Sni-A-Bar estaba compuesto por el 89.99% blancos, el 4.48% eran afroamericanos, el 0.52% eran amerindios, el 1.05% eran asiáticos, el 0.15% eran isleños del Pacífico, el 1.14% eran de otras razas y el 2.66% pertenecían a dos o más razas. Del total de la población el 4.54% eran hispanos o latinos de cualquier raza.